# Championnat du Turkménistan de football 1998-1999
Navigation
Saison 1996 Saison 2000
La saison 1998-1999 du Championnat du Turkménistan de football est la septième édition de la première division au Turkménistan. La compétition rassemble les neuf meilleurs clubs du pays qui sont regroupés au sein d'une poule unique et s'affrontent deux fois, à domicile et à l'extérieur. À l'issue du championnat, il n'y a pas de club relégué et les deux meilleurs clubs de deuxième division sont promus.
C'est le club de Nisa Achgabat qui remporte la compétition cette saison après avoir terminé en tête du classement final, avec onze points d'avance sur le tenant du titre, Köpetdag Achgabat et dix-huit sur Dagdan Achgabat. C'est le deuxième titre de champion du Turkménistan de l'histoire du club, après celui remporté en 1996.

## Les clubs participants
| - Köpetdag Achgabat - Nebitçi Nebitdag - Merw Mary - Şagadam Krasnovodsk - FK Ahal Akdashayak | - Dagdan Achgabat - Nisa Achgabat - Jeykhun Tchardjou - Turan Dashoguz |

## Compétition
Le barème de points servant à établir le classement se décompose ainsi :
- Victoire : 3 points
- Match nul : 1 point
- Défaite : 0 point

### Classement
| Rang | Équipe                | Pts | J  | G  | N | P  | Bp | Bc | Diff |
| ---- | --------------------- | --- | -- | -- | - | -- | -- | -- | ---- |
| 1    | Nisa Achgabat         | 78  | 32 | 25 | 3 | 4  | 94 | 22 | +72  |
| 2    | Köpetdag Achgabat'T'C | 67  | 32 | 21 | 4 | 7  | 71 | 32 | +39  |
| 3    | Dagdan Achgabat       | 60  | 32 | 17 | 9 | 6  | 65 | 33 | +32  |
| 4    | Nebitçi Nebitdag      | 59  | 32 | 18 | 5 | 9  | 63 | 45 | +18  |
| 5    | Turan Dashoguz        | 37  | 32 | 10 | 7 | 15 | 41 | 48 | -7   |
| 6    | Jeykhun Tchardjou     | 35  | 32 | 10 | 5 | 17 | 42 | 51 | -9   |
| 7    | Merw Mary             | 35  | 32 | 10 | 5 | 17 | 34 | 51 | -17  |
| 8    | FK Ahal Akdashayak    | 19  | 32 | 5  | 4 | 23 | 14 | 74 | -60  |
| 9    | Şagadam Krasnovodsk   | 19  | 32 | 5  | 4 | 23 | 25 | 93 | -68  |

|  | Champion du Turkménistan 1998-1999                            |
|  | T : Tenant du titre C : Vainqueur de la Coupe du Turkménistan |

## Bilan de la saison
| Championnat du Turkménistan de football 1998-1999                        |                                 |
| Champion                                                                 | Nisa Achgabat (2e titre)        |
| Coupes et trophées                                                       |                                 |
| Vainqueur de la Coupe du Turkménistan 1998-1999                          | Köpetdag Achgabat               |
| Qualifications continentales                                             |                                 |
| Coupe d'Asie des clubs champions 1999-2000                               | Aucun                           |
| Coupe des Coupes 1999-2000                                               | Aucun                           |
| Promotions et relégations                                                |                                 |
| Promus en Yokary Liga                                                    | SMM Karatamak                   |
| Promus en Yokary Liga                                                    | Galkan Achgabat                 |
| Relégués en Championnat du Turkménistan de football de deuxième division | Aucun (passage de 9 à 11 clubs) |